# موسى وينجوسي مغوني
موسى وينجوسي مغوني (بالإنجليزية: Musawengosi Mguni)‏ (8 أبريل 1983 ببولاوايو في زيمبابوي - ) هو لاعب كرة قدم زيمبابوي في مركز الهجوم. شارك مع منتخب زيمبابوي لكرة القدم. أما مع النوادي، فقد لعب مع أورلاندو بيراتس وأولمبياكوس نيقوسيا وتيريك غروزني وميتالورغ دونيتسك ونادي أومونيا ونادي الشباب وتاندا رويال زولو ‏ وMotor Action F.C. ‏ ونادي هيلانك وAyia Napa FC ‏.

## وصلات خارجية
- موسى وينجوسي مغوني على موقع الاتحاد الأوربي (الإنجليزية)
- موسى وينجوسي مغوني على موقع اتحاد أوكرانيا (الإنجليزية)
- موسى وينجوسي مغوني على موقع إي إس بي إن إف سي (الإنجليزية)
- موسى وينجوسي مغوني على موقع قاعدة بيانات كرة القدم.إي يو (الإنجليزية)
- موسى وينجوسي مغوني على موقع ناشيونال فوتبول تيمز (الإنجليزية)
- موسى وينجوسي مغوني على موقع Soccerway.com (الإنجليزية)
- موسى وينجوسي مغوني على موقع عالم كرة القدم.نت (الإنجليزية)